# 홍천 수타사 지장시왕도
홍천 수타사 지장시왕도(洪天 壽陀寺 地藏十王圖)는 대한민국 강원특별자치도 홍천군 영귀미면, 수타사에 있는 조선시대의 지장시왕도이다. 1998년 9월 5일 강원특별자치도의 유형문화재 제123호로 지정되었다.

## 개요
수타사에 보존되어 있는 그림으로, 지장보살과 시왕(十王)을 그린 불화이다.
크기는 세로 186cm, 가로 205cm로, 사자머리가 장식된 높은 대 위에 양반다리로 앉아있는 지장보살을 중심으로 그 좌우에 70구에 달하는 각종 상들을 정연하게 배치하였다. 조선 후기의 시왕도 중에 유난히 많은 무리를 거느리고 있는데, 정연한 배치를 위해 그림 중간에 붉은색 구름을 그려넣어 화면을 위아래로 나누었다.
중앙에 있는 지장보살은 깎은 머리에 투명한 두건을 쓰고 있으며 손에는 기다란 지팡이와 보주를 들고 있다. 옷은 양 어깨에 걸치고 있고, 몸에는 귀걸이와 팔찌 등을 장식하였다. 녹색의 광배는 두광과 신광을 따로 구분하여 표현하였다. 지장보살의 주위에는 5구씩의 시왕과 십대보살을 두었으며, 좌우 2구씩의 사천왕을 세워 놓았다. 구름의 하단에는 상단보다 작게 그린 무리들이 있는데 우선 가장 앞쪽에 옥졸을 두고 판관, 사자, 동자 등을 점차 나열하였다.
구름에 둘러싸인 앞쪽의 인물은 작게, 윗쪽에 있는 10대 보살이나 사천왕 등은 상대적으로 크게 묘사하고 있어 위로 갈수록 인물이 커지면서 자연스럽게 시선이 지장보살에게 모아지도록 하였다.
하단 중앙에 있는 기록으로 보아 이 작품은 영조 52년(1776)에 비구 설훈 등이 그린 것임을 알 수 있다.

## 참고 자료
- 홍천수타사지장시왕도 - 국가유산청 국가유산포털